# Сюбль
Сюбль (фр. Subles) — коммуна во Франции, находится в регионе Нижняя Нормандия. Департамент коммуны — Кальвадос. Входит в состав кантона Бейё. Округ коммуны — Байё.
Код INSEE коммуны — 14679.

## Население
Население коммуны на 2010 год составляло 655 человек.
| 1962 | 1968 | 1975 | 1982 | 1990 | 1999 | 2010 |
| ---- | ---- | ---- | ---- | ---- | ---- | ---- |
| 230  | 220  | 315  | 349  | 574  | 571  | 655  |

## Экономика
В 2010 году среди 448 человек трудоспособного возраста (15—64 лет) 344 были экономически активными, 104 — неактивными (показатель активности — 76,8 %, в 1999 году было 75,0 %). Из 344 активных жителей работали 313 человек (166 мужчин и 147 женщин), безработных было 31 (19 мужчин и 12 женщин). Среди 104 неактивных 28 человек были учениками или студентами, 56 — пенсионерами, 20 были неактивными по другим причинам.